# Catherine Dorris Norrell

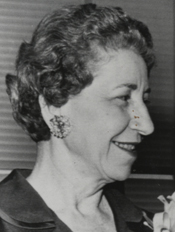
Catherine Norell 1961

Catherine Dorris Norrell (* 30. März 1901 in Camden, Arkansas; † 26. August 1981 in Warren, Arkansas) war eine US-amerikanische Politikerin. Zwischen 1961 und 1963 vertrat sie den sechsten Wahlbezirk des Bundesstaates Arkansas im US-Repräsentantenhaus.

## Biografie
Norrell besuchte die High School in Monticello, das Ouachita Baptist College in Arkadelphia und die University of Arkansas in Fayetteville. Danach arbeitete sie in den öffentlichen Schulen von Arkansas als Lehrerin. Später leitete sie die Musikabteilung am Arkansas A & M College.
Nach dem Tod ihres Mannes William Frank Norrell, der seit 1939 den sechsten Distrikt von Arkansas im US-Repräsentantenhaus vertreten hatte, wurde Catherine Norrell als Kandidatin der Demokratischen Partei zu seiner Nachfolgerin im Kongress gewählt. Dieses Mandat übte sie zwischen dem 18. April 1961 und dem 3. Januar 1963 aus. Im Jahr 1962 wurde der sechste Wahlbezirk aufgelöst und Catherine Norrell verzichtete auf eine erneute Kandidatur in einem anderen Distrikt.
Zwischen 1963 und 1965 war sie Deputy Assistant Secretary of State in der Staatsregierung von Arkansas; von 1965 bis 1969 leitete sie in Honolulu auf Hawaii eine Außenstelle des US-Außenministeriums (United States Department of State Reception Center). Danach kehrte sie nach Arkansas zurück, wo sie sich in Monticello niederließ. Catherine Norrell starb im August 1981 in Warren und wurde in Monticello beigesetzt.